# Chiesa di Santa Sofia (Berlino)
La chiesa di Santa Sofia (in tedesco: Sophienkirche) è una chiesa evangelica di Berlino, che si trova nel quartiere Mitte.
È posta sotto tutela monumentale (Denkmalschutz).

## Storia e descrizione

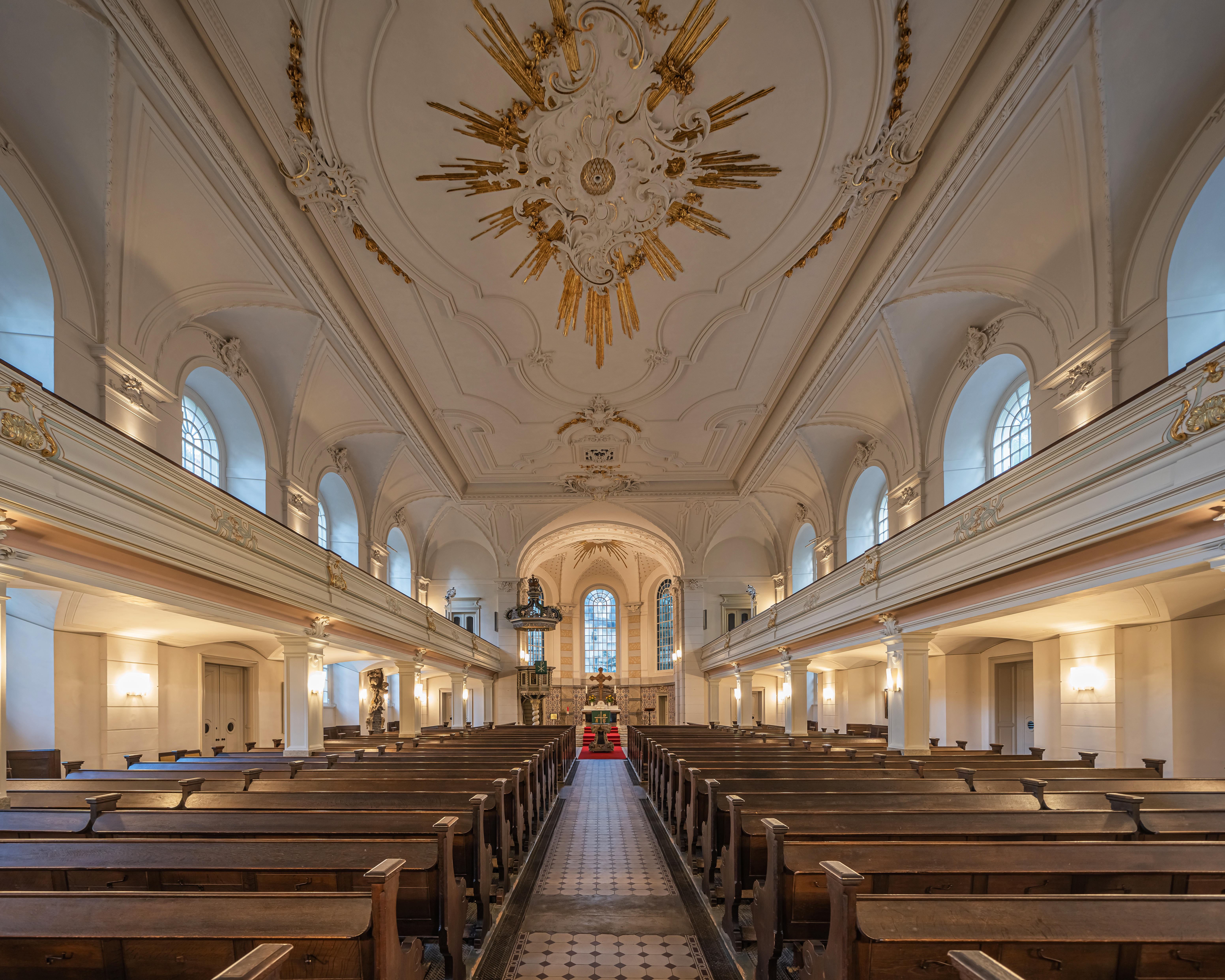
L'interno.

Costruita per volere della regina Sofia Luisa di Meclemburgo-Schwerin, fu ultimata nel 1712. Fu la prima chiesa costruita nella zona di  Spandauer Vorstadt. La torre della chiesa venne progettata da Johann Friedrich Grael e costruita tra il 1729 e il 1735. La chiesa fu ulteriormente ampliata a partire dal 1892, senza però che venisse alterato il suo aspetto barocco. Collegato alla chiesa vi è un piccolo cimitero, nel quale sono visibili lapidi risalenti anche al XVIII secolo.